# NGC 6505
NGC 6505 è una galassia ellittica classificata E/S0 nella sequenza di Hubble e situata nell'emisfero boreale nella costellazione del Dragone. Si trova a circa 608 milioni di anni luce di distanza dalla Via Lattea e ha un diametro di circa 190 000 anni luce. Fu scoperta il 27 giugno 1884 da Lewis A. Swift. Nel 2025, il telescopio spaziale Euclid ha osservato un anello di Einstein completo attorno NGC 6505.
Con l'aiuto della lente gravitazionale è stato possibile stimare alcune proprietà della regione centrale di NGC 6505. Una di queste proprietà è che la regione centrale ha una funzione di massa iniziale più pesante di quanto predetta dalla formula di Chabrier e una percentuale ipotetica di materia oscura di 11,1+5,4
−3,5 % all'interno del raggio di Einstein.

## Lente di Altieri

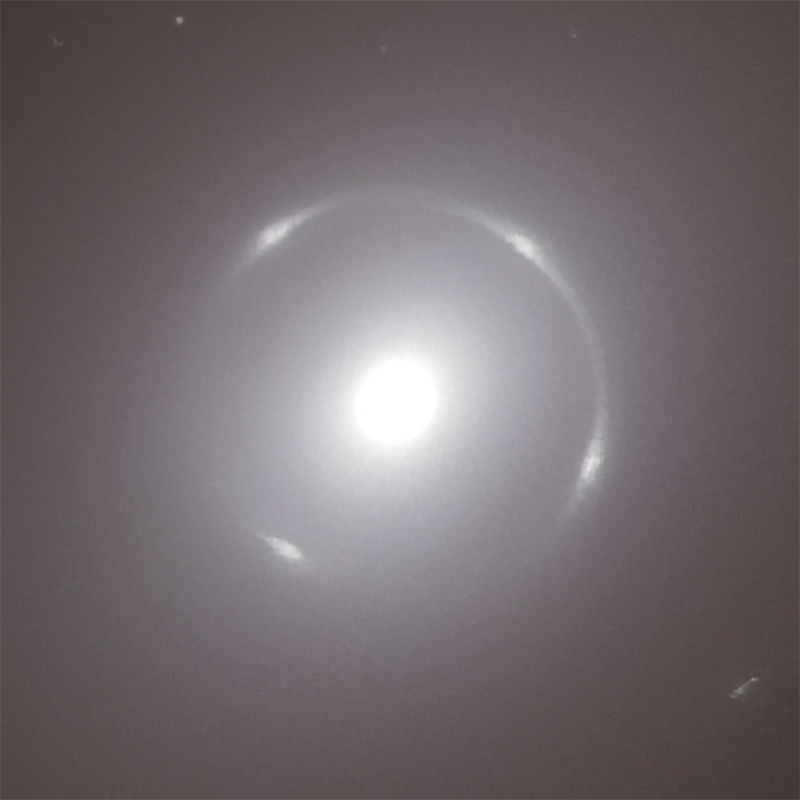
Immagine dell'anello di Einstein prodotta dalle strumentazioni di VIS di Euclid. Tale strumentazione ha una risoluzione maggiore a quella NIS (inoltre, questa immagine è stata ottenuta per sovracampionazione, ottenendo una risoluzione doppia rispetto al massimo dei dati VIS di Euclid).

La lente è stata scoperta dallo scienziato Bruno Altieri dello Euclid Archive dai dati del telescopio Euclid dell'ESA. I ricercatori hanno quindi suggerito di chiamare il fenomeno "Lente di Altieri." La scoperta fu effettuata nei primi test nel settembre 2023. Successivamente, Euclid ha osservato la galassia e le galassie distorte dalla lente di NGC 6505 con entrambe le strumentazioni VIS e NIS. La lente è stata anche osservata con lo spettroscopio del Keck Cosmic Web Imager (KCWI) e dello Dark Energy Spectroscopic Instrument (DESI). Le galassia ha un redshift di 0.4058 ± 0.003, o 4.46 miliardi di anni luce.